# Coleophora schmidti
Coleophora schmidti is een vlinder uit de familie kokermotten (Coleophoridae). De wetenschappelijke naam is voor het eerst geldig gepubliceerd in 1960 door Toll.
De soort komt voor in Europa.